# Sibynophis sagittarius
Espèce
Synonymes
- Calamaria sagittaria Cantor, 1839
- Enicognathus grayi Jan, 1863
- Enicognathus braconnieri Jan, 1863
- Sibynophis subpunctatus ceylonicus De Silva, 1969

Sibynophis sagittarius  est une espèce de serpents de la famille des Colubridae.

## Répartition
Cette espèce se rencontre :
- en Inde ;
- au Népal ;
- au Bhoutan ;
- au Pakistan.

## Publication originale
- Cantor, 1839 : Spicilegium Serpentium Indicorum. part 2 Proceedings of the Zoological Society of London, vol. 1839, p. 49-55 (texte intégral).